# Bankstödsnämnden
Bankstödsnämnden, populärt även kallad bankakuten, var en svensk statlig myndighet som bildades 1993 för att bistå regeringen i att hantera effekterna av finanskrisen (1990-1994). Verksamheten leddes inledningsvis av generaldirektör Stefan Ingves, och myndigheten lydde organisatoriskt under Finansdepartementet där närmast ansvarig var finansmarknadsminister Bo Lundgren. Bankstödsnämnden administrerade de politiskt beslutade stödåtgärderna åt drabbade banker, vilket bland annat inkluderade övertagande av ägandet i fallerade banker och försäljning av de övertagna tillgångarna, för att i någon mån återvinna de kostnader som stödet medförde. Verksamheten avvecklades 1996, och den kvarvarande myndighetsorganisationen fick nya uppgifter genom den nyinrättade Insättningsgarantinämnden.

## Stödåtgärder
Bankstödsnämndens uppgifter vid bildandet kan delas upp i tre delar.
- Ägande av den krisdrabbade och helstatliga Nordbanken.
- Administration av regeringen tidigare utställda garantier och stödåtgärder.
- Hantering av ansökningar om kommande stödåtgärder.

Staten hade våren 1993 löst ut de privata ägarna av Nordbanken och staten stod ensam som ägare. Nordbanken var i behov av omfattande stödåtgärder, men hamnade i en särställning genom att man redan var statligt ägd. Regeringen hade fram till Bankstödsnämndens bildande bland annat ställt ut garantier och använt olika stödåtgärder åt ett antal sparbanker, men efter myndighetens bildande stod det våren 1994 klart att stödåtgärder endast kunde komma ifråga efter att ägandet överlåtits till staten. Detta gjorde affärsbankerna och deras ägare motiverade att försöka lösa de problem som de stod inför utan offentlig hjälp, och samtliga de stora affärsbankerna genomförde under 1994 nyemissioner för att ta in nytt kapital. Det var endast Gota Bank som inte klarade att reda ut sina problem, och Trygg-Hansa SPP blev till slut tvungna att ge upp sitt ägande för att banken skulle kunna motta offentligt stöd. Även Första Sparbanken ansågs vara insolvent trots stödåtgärder från regeringen före bildandet av Bankstödsnämnden, men verksamheten uppgick sedermera i Sparbanken Sverige och kunde på så sätt återkapitaliseras.

## Stödet åt Nordbanken
Av de cirka 65 miljarder kronor som bankstödet kostade gick ungefär 63 miljarder till Nordbanken. Ett stort problem för de krisdrabbade bankerna var att man givit lån till affärsverksamheter som på grund av finanskrisen inte kunde återbetalas, och på grund av samma kris var inte heller de tillgångar, till exempel fastigheter, vilka man tagit som säkerhet för de givna lånen tillräckliga för att kunna täcka skulderna. Detta innebar stora underskott för bankerna och om man inte kunde täcka underskotten skulle man inte heller kunna återbetala de fordringar som fanns bland annat i form av insättningar på bankkonton. För Nordbanken var problemen så svåra att Bankstödsnämnden inte såg någon annan råd än att skilja de illikvida tillgångarna från de som var lönsamma och man beslutade därför dela banken i en frisk och en sjuk del. De illikvida tillgångarna fördes över till ett separat bolag kallat Securum, medan de affärer som fortfarande ansågs lönsamma och fungerade stannade kvar i banken. Detta räddade Nordbanken inte bara från att gå omkull men också från att stå för kostnaderna för de dåliga affärer man dragit på sig. Detta förhållande bidrog också till att skapa en skev konkurrenssituation gentemot de banker som inte fick något statligt stöd, då de var tvungna att själva både ta itu med sina dåliga affärer och dessutom bära notan för kostnaderna medan den statligt ägda banken slapp.
Även Gota Bank som övertogs av staten delades i en hälsosam och en sjuk del, kallad Retriva. Efter att ha återkapitaliserat den nya friska delen av Gota Bank, var målet att para ihop och sälja den vilket ledde fram till beslutet att den ansågs passa bäst tillsammans med Nordbanken. Den nya friska Nordbanken fick köpa upp Gota Bank och kunde på så sätt expandera sin verksamhet med något som var en bristvara på den svenska bankmarknaden, en bank fri från besvärande kreditförluster. På så sätt kom även de stödåtgärder som riktats till Gota Bank, Nordbanken tillgodo.
Securum var en så kallad bad bank, eller asset management company, och ett helägt bolag till Bankstödsnämnden. Redan från början när man tog över Nordbankens illikvida tillgångar stod det klart man inte skulle kunna återvinna kapitalet för alla de skulder som man nu var fordringsägare för, och på grund av krisens omfattning var också förväntningarna lågt ställda. Arbetet i Securum gick därför ut på att göra en grundlig genomgång av tillgångarna och därefter dela upp och paketera dessa så attraktivt som möjligt för att efterhand sälja av dessa till olika spekulanter i hopp om att återvinna en så stor del av kapitalet som möjligt. Detta arbete skiljer sig ganska mycket från en banks verksamhet och det får därför anses mer effektivt att sköta detta i ett företag som är separerat från den bank som ursprungligen ägt fordringarna. Bland de största tillgångarna i Securum fanns bland annat den tidigare Penserägda Nobel-koncernen, och ett omfattande fastighetsbestånd i Sverige och utlandet från olika källor, av vilket bland annat Norrporten och Castellum skapats. Securum och Gota Bankens motsvarighet Retriva drevs de första åren parallellt, men verksamheterna hade vissa likheter varför Retriva så småningom uppgick i Securum.

## Avveckling
Tack vare det arbete som utfördes i Securum och Retviva tillsammans med lågt ställda förväntningar, gjorde att dessa förväntningar kunde överträffas och att hela processen med att omvandla de befintliga tillgångarna till pengar gick snabbare än beräknat. Bankstödsnämndens arbete förklarades vara avslutat 1996 och de delar av Securum som inte ännu var sålda övertogs av det statliga förvaltningsbolaget Venantius. Bankstödsnämndens kansli övertogs av den nyskapade myndigheten Insättningsgarantinämnden, som administrerade den 1996 införda insättningsgarantin. Denna finns dock inte längre kvar som självständig myndighet utan insättningsgarantin administreras idag av Riksgäldskontoret.